# نرم‌افزار مدیریت انرژی
نرم‌افزار مدیریت انرژی نرم‌افزار مدیریت انرژی (EMS:Energy Management Software) یک اصطلاح و طبقهٔ کلی است که به مجموعه‌ای از نرم‌افزار‌های کاربردی مرتبط با مدیریت انرژی اطلاق می‌شود؛ که ممکن است مدیریت و پیگیری قبوض، اندازه‌گیری بلادرنگ تحت وب، محاسبه و کنترل بار سرمایش و گرمایش و روشنایی ساختمان، شبیه‌سازی و مدل سازیساختمان، محاسبه میزان انتشار گاز دی‌اکسید کربن، مدیریت تجهیرات IT، محاسبه قدرت مصرفی و حسابرسی‌های انرژی را عرضه کند. مدیریت انرژی می‌تواند نیازمند سیستمی از رویکرد سیستم‌ها باشد. نرم‌افزار مدیریت انرژی اغلب ابزارهایی برای کاهش هزینه و مصرف انرژی برای ساختمان‌ها و جوامع ارائه می‌دهد. EMS داده‌های مربوط به انرژی را جمع‌آوری می‌کند و آن‌ها را برای سه هدف اصلی به کار می‌گیرند: گزارش دادن، نظارت کردن و تعهد. گزارش دادن ممکن است شامل اثبات داده‌های انرژی، محک زنی و به‌کارگیری انرژی‌های سطح بالایی است که از اهداف کاهشی استفاده می‌کنند نظارت ممکن است شامل تحلیل روند و پیگیری مصرف انرژی برای شناسایی فرصت‌های درآمدی حاصل از تقلیل هزینه می‌باشد. تعهد ممکن است به معنای پاسخ‌های بلادرنگ (خودکار یا دستی) باشد، یا به معنای آغاز یک گفتگو بین ساکنین ومدیران ساختمان در جهت بهبود حفظ انرژی باشد. یک روش تعهد که اخیراً شهرت یافته مصرف انرژی بی‌درنگ است که در کاربردهای شبکه به کار می‌آید..

## جمع‌آوری داده
نرم‌افزار جمع‌آوری داده، داده‌های فاصله‌ای تاریخی و/یا بی‌درنگ را با فواصلی که از وضعیت صورت حساب‌های سه‌ماهه تا نظریات با سنجش هوشمند دقیقه به دقیقه جمع‌آوری می‌کند. داده‌ها از سنجش‌های فاصله‌ای، سیستم‌های اتوماسیون ساختمان(BAS) به‌طور مستقیم از شارژ(آب، برق، گاز و ...) یا دیگر منابع جمع‌آوری می‌شوند. از قبض‌های قدیمی می‌توان برای ارائهٔ مقایسه‌ای بین مصرف انرژی پیش و پس از EMS استفاده کرد. برق و گاز طبیعی رایج‌ترین شارژهای اندازه‌گیری شده هستند، اگرچه بعضی سیستم‌ها ممکن است بخار آب، نفت خام یا دیگر کاربردهای انرژی، مصرف آب و حتی انرژی‌های به وجود آمده در محل را مورد نظارت خود قرار دهند. منابع انرژی تجدیدپذیر در رشد انشعابی در بازارهای جمع‌آوری دادهٔ EMS مشارکت می‌کنند.

## گزارش دادن
ابزارهای گزارش هدف کار صاحبان و مدیرانی قرار گرفته‌اند که می‌خواهند حسابرسی انرژی و نشر سهام دولتی را به صورت خودکار در آورند. داده‌های مربوط به هزینه و مصرف انرژی شماری از ساختمان‌ها که می‌توانند در این نرم‌افزار جمع‌آوری یا مقایسه شوند نسبت به ارائهٔ دستی گزارش در زمان صرفه جویی می‌کنند.EMS اطلاعات تفصیلی بیشتری از انرژی نسبت به قبض شارژ ارائه می‌دهد؛ مزیت دیگر آن این است که عوامل خارجی از قبیل آب و هوا یا تملک ساختمان بر مصرف انرژی تأثیر می‌گذارد، همین مورد می‌تواند به عنوان بخشی از فرایند گزارش دهی در نظر گرفته شود. این اطلاعات می‌تواند برای در اولویت قرار دادن پیشگامی‌های ذخایر انرژی و متعادل ساختن ذخایر انرژی در برابر هزینه‌های مربوط به سرمایه‌گذاری در زمینهٔ انرژی نیز به کار رود.
اثبات قبض می‌تواند برای مقایسه کردن مصرف انرژی اندازه‌گیری شده از طریق کنتور در برابر قبض به کار رود. هم چنین تحلیل قبض می‌تواند تأثیر هزینه‌های مربوط به انرژی‌های مختلف را نشان دهد، برای مثال تقاضای الکتریکی را با تبدیل به هزینه‌های مصرفی مقایسه می‌کند. بررسی گازهای گلخانه‌ای (GHG) می‌تواند انتشارات مستقیم یا غیرمستقیم گازهای گلخانه‌ای را محاسبه کند، که ممکن است برای گزارش داخلی یا محاسبهٔ سرمایه‌گذاری کربن به کار رود.

## نظارت کردن
ابزارهای نظارتی داده‌های تاریخی و بلادرنگ را پیگیری کرده و به نمایش می‌گذارد. اغلب، EMS شامل ابزارهای محک زنی متنوعی از قبیل مصرف انرژی به ازای هر متر مکعب، عادی کردن هوا یا تحلیل‌های پیشرفتهٔ بیشتری که از آلگوریتم‌های مدل‌سازی انرژی برای شناسایی مصرف غیرعادی استفاده می‌کنند، می‌باشد. ملاحظهٔ زمان دقیق مصرف انرژی که با شناخت غیرعادی همراه است می‌تواند به مدیران امکانات یا انرژی این امکان را بدهد که فرصت‌های ذخیره‌سازی را شناسایی کنند.
ابتکار عمل‌هایی از قبیل تقاضا برای پشم چینی، جایگزینی تجهیزات معیوب، ارتقای تجهیزات ناکارآمد، جداسازی بارهای غیرضروری می‌توانند با استفاده از EMS کشف شود یا هماهنگ شوند. برای مثال، یک انرژی غیرمنتظره در یک زمان خاص هر روز ممکن است نشان دهندهٔ مجموعهٔ نامناسب یا تایمر معیوب می‌باشد. هم چنین این ابزارها می‌توانند برای نظارت و هدف گذاری انرژی به کار رود. EMS از الگوهایی برای تصحیح عوامل متغیر از قبیل هوا استفاده می‌کند آن هم‌زمانی که مقایسه‌های تاریخی برای بررسی تأثیر بقا و کارایی ابتکار عمل‌ها انجام می‌پذیرد. EMS ممکن است زمانی که مقدار مصرف از آستانه‌های پیش تعریف بر مبنای مصرف یا هزینه فراتر رود، هشدارهایی را از طریق پیامک یا ایمیل ارائه می‌دهد. این آستانه‌ها ممکن است مجموعه‌ای از سطوح مطلق یا استفاده از الگوی انرژی برای تعیین مصرف درمواقعی مه به‌طور غیرطبیعی بالا یا پایین است، باشد. اخیراً، تلفن‌های هوشمند و تبلت‌ها به پایگاه هایاصلیبرای EMS تبدیل شدهاند.

## تعهد
تعهد می‌تواند به پاسخ‌های خودکار یا دستی برای داده‌های جمع‌آوری شده یا تحلیل شده، اطلاق می‌شود. سیستم‌های کنترل ساختمان می‌تواند به آسانی به نوسانات انرژی پاسخ دهند همانگونه که سیستم گرمایشی می‌تواند به تغییرات دما واکنش نشان دهد. Demand spikes می‌توانند فرایندهای کاهش قدرت تجهیزات را راه‌اندازی کنند.
هدف دیگر تعهد مرتبط ساختن انتخاب‌های روزانهٔ ساکنین با مصرف انرژی ساختمان است. با به نمایش گذاردن اطلاعات مربوط به مصرف بلادرنگ، ساکنین تأثیر فوری اعمالشان را رویت خواهند کرد. این نرم‌افزار می‌تواند به منظور بهبود ابتکار عمل‌ها برای حفظ انرژی، ارائهٔ توصیه به ساکنین یا پیشنهاد فرومی برای بازخورد بقای آن‌ها به کار رود. برنامه‌های حفظ انرژی مربوط به انسان از قبیل آن‌هایی که از جانبEnergyEducationمی‌توانند در کاهش مصرف و هزینهٔ انرژی بسیار مؤثر عمل کنند. اینکه ساکنین این اجازه را داشته باشند که به تنهایی از مصرف بلادرنگ شان اطلاع داشته باشند می‌تواند مسئول ۷٪ کاهش مصرف انرژی باشد.